# خلق پول
خلق پول روندی در علم اقتصاد است که طی آن نقدینگی یک کشور یا منطقه ی پولی (مانند منطقه یورو) افزایش می یابد. یک بانک مرکزی می‌تواند با خریدن منابع مالی یا قرض دادن به مؤسسات مالی به اقتصاد پول جدید وارد کند (که به سیاست پولی انبساطی مشهور است). آنگاه قرض دادن پول توسط بانک تجاری این پول پایه را از طریق بانکداری ذخیره کسری زیاد می کند و منجر به بسط پول گسترده (پول نقد و سپرده دیداری) می گردد.

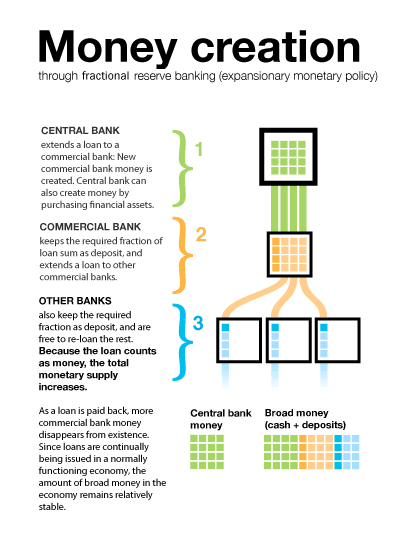